# Bionicle
Bionicle, stiliseret som BIONICLE, er en serie af produkter fra legetøjsproducenten LEGO, der blev introduceret på markedet i 2001. Det var en af LEGO's vigtigste produktioner. BIONICLE er en forkortelse for BIOlogical chroNICLE, på dansk "Den biologiske krønikke". Serien var ganske succesfuld, og der blev udgivet flere film, en tv-serie og en række bøger.
LEGO valgte i år 2010 at stoppe produktionen af BIONICLE med figurerne kaldet "BIONICLE Stars", som var mindre udgaver af tidligere figurer. Produktionen af en femte film blev også droppet. Greg Farshtey fortsatte dog med at skrive selve historien, men stoppede senere, og hjemmesiden BIONICLEStory.com blev lukket i 2013. BIONICLE blev afløst af HERO FACTORY.
I 2001 vandt Lego Bionicle prisen for Toy of the Year hos Toy Retailers Association.

## Kontrovers
I forbindelse med introduktionen opstod der i 2001 kontroverser med maori-folket, da disse hævdede, at LEGO havde kopieret elementer fra maoriernes kultur, idet mange af figurernes navne og udtrykkene for steder og objekter, der var vigtige for kulturene i det fiktive univers, var maoriske ord. LEGO gik på kompromis med maorifolket og LEGO besluttede at holde op med at bruge adskillige af ordene. Derudover gik maorierne med på at lade LEGO beholde visse af udtrykkene som de var, mens visse andre blev ændret en smule, blandt andet ved at forlænge og ændre stavelserne i enden på nogen af dem. Således blev navne som Jala og Maku til Jaller og Macku, selv om de dog stadig officielt udtales på samme måde. I det fiktive BIONICLE-univers blev ændringen på navnene på disse personer forklaret ved, at personer, som har udført store, vigtige og heltemodige bedrifter i løbet af året kan få deres navne forlængede på "Navnedag", en helligdag i matoransk kultur, og at det lige netop da havde været Navnedag. Dog har LEGO ikke brugt de oprindelige navne, når de har fortalt historier som foregik i personernes fortid. hen men at beholde visse af udtrykkene og navnene. LEGO lovede også, at de ikke i fremtiden ville låne flere maoriske ord. Det er ikke den eneste gang, at LEGO har lånt udtryk og ord til deres fiktive kulturer og personer i BIONICLE. Der er tværtimod et utal af eksempler på det, ofte fra andre polynesiske sprog, således at de fiktive udtryk kan tilføje til de kulturelle æstetikker de skabte i BIONICLEs univers. De har dog også lånt ord fra mange europæiske lande, heriblandt finsk, estisk, dansk, bulgarsk m.m., og også fra døde sprog som ægyptisk, latin og oldgræsk.

## Reboot
I 2015 blev produktionen af BIONICLE serien genstartet og der blev udgivet nye sæt i 2015 og 2016. Det nye reboot havde en mere forsimplet historie rettet mod børn, der var langt yngre end BIONICLEs oprindelige aldersgruppe. Det var planlagt, at linjen skulle køre i tre år og afslutte i 2017, men det tredje år blev aflyst, idet linjen ikke solgte nok. LEGO er blevet kritiseret for ikke at have fokuseret nok på reklamering for BIONICLEs reboot, for at skabe en mere generisk historie, og for at have introduceret et nyt byggesystem, som ikke havde en lige så mekanisk æstetik som BIONICLEs oprindelige system, der havde lagt sig meget op af LEGO Technic, især tidligere i BIONICLEs historie. Det har senere vist sig, at mange af de ældre fans af BIONICLE slet ikke vidste, at linjen var vendt tilbage grundet manglen på markedsføring. Derudover var linjen plaget af adskillige lækagesager, af både billeder af sæts langt før linjen overhovedet officielt var blevet lanceret, og af afsnit af den online animationsserier, de skabte for at fortælle historien i det første år. LEGO er også blevet kritiseret for brugen af animationsserien som det primære medie for rebootets fortælling i løbet af første år, fordi afsnittene kun varer omkring 1 minut og 45 sekunder hver, og tilsammen kun udgør 28 minutters historie. Den online animationsserie blev produceret af Copenhagen Advance, som havde stået for at udvikle det originale koncept bag den oprindelige BIONICLE-linje samt en stor del af linjens ti års historie, reklamerne og diverse CGI-animationer linjen blev markedsført med, men i 2016 blev firmaet overbudt af et canadisk animationsstudie, VOLTA. Onlineanimationerne fra 2015 var desuden skrevet af Merlin P. Mann. VOLTA producerede fire afsnit for LEGO, to per sæson, som blev udgivet på Netflix som en "Original Netflix-serie." Ikke lang tid efter den første sæson blev udgivet på streamingplatformen fik BIONICLE-rebootets story-team at vide, at LEGO havde planer om at stoppe linjen uden at fortsætte i 2017. De to afsnit samt afslutningen i andet afsnit af sæson to bærer stærke præg af, at VOLTA var presset til at afslutte historien meget hurtigt.

## Film
- Bionicle: Lysets maske (2003)
- Bionicle 2: Legenderne om Metru Nui (2004)
- Bionicle: Et net af skygger (2005)
- Bionicle: Legenden genopstår (2009)